# Žiga Jerman
Žiga Jerman (26 juni 1998) is een Sloveens wielrenner die in 2021 uitkwam voor Androni Giocattoli-Sidermec.

## Carrière
In 2016 werd Jerman zesde in de door Jakob Egholm gewonnen wegwedstrijd voor junioren op het wereldkampioenschap. Naast Žiga Horvat (vijfde) en Jaka Primožič (achtste) was hij de derde Sloveen bij de beste tien renners.
In 2017 behaalde Jerman zijn eerste overwinning als eliterenner toen hij de tweede etappe in de Ronde van Hongarije op zijn naam schreef. Door zijn overwinning nam hij de leiderstrui over van Scott Sunderland, die een dag eerder de proloog had gewonnen. Die leidende positie nam Sunderland een dag later weer terug. In juli was enkel Matej Mugerli sneller in de Grote Prijs van Kranj. In de wegwedstrijd voor beloften op het Europese kampioenschap werd Jerman tiende.
In maart 2018 won Jerman de beloftenversie van Gent-Wevelgem, waar hij Jake Stewart en Mathieu Burgaudeau in de sprint naar de dichtste ereplaatsen verwees.

## Overwinningen
2016
Trofeo comune di Vertova
2017
2e etappe Ronde van Hongarije
2018
Gent-Wevelgem/Kattekoers-Ieper

## Ploegen
2017 –  ROG-Ljubljana
2018 –  Ljubljana Gusto Xaurum
2019 –  Equipe continentale Groupama-FDJ
2019 –  Groupama-FDJ (stagiair vanaf 1 augustus)
2020 –  Equipe continentale Groupama-FDJ
2021 –  Androni Giocattoli-Sidermec
2022 –  Ljubljana Gusto Santic
Andrejaš · Finkšt · Grošelj · Jerman · Merčun · Penko · Pogačar · Prah · Ručigaj
Cizelj · Debevec · Finkšt · Grošelj · Guy · Hill · Huang · Jerman · Lu · Nishi · Penko · Pogačar · Potočki · Prah · Ručigaj
Armirail · Bonnet · Delage · Démare · Duchesne · Frankiny · Gaudu · Geniets · Guarnieri · Hoelgaard · Konovalovas · Küng · Ladagnous · Le Gac · Ludvigsson · Madouas · Molard · Morabito · Pinot · Preidler · Reichenbach · Roux · Sarreau · Scotson · Seigle · Sinkeldam · Thomas · Vaugrenard · Vincent · Brunel (stagiair) · Jerman (stagiair) · Louvel (stagiair)